# アンネ・ホルツマルク
アンネ・ホルツマルク（ホルツマークとも。Anne Holtsmark, 1896年6月21日 - 1974年5月19日）は、日本では特にノルウェーの北欧神話の研究者として知られている。
彼女は1949年から1961年にかけてオスロ大学において北欧文献学の教授を務めた。

## 論文等
- En islandsk scholasticus fra det 12. århundre（1936年）
- Norrøn mytologi. Tru og mytar i vikingtida（1970年）
- J. Helgason との共著による「Snorri Sturluson, Edda」は、1950年刊行の第2版が、『エッダ 古代北欧歌謡集』（V.G.ネッケル他編、谷口幸男訳、新潮社）の『スノリのエッダ』の底本とされた。[3]